# Musikjahr 1572
Liste der Musikjahre

◄◄ | ◄ | 1568 | 1569 | 1570 | 1571 | Musikjahr 1572 | 1573 | 1574 | 1575 | 1576 | ► | ►►

Weitere Ereignisse
Dieser Artikel behandelt das Musikjahr 1572.

## Ereignisse

### Heiliges Römisches Reich

#### Hofkapelle von Kaiser Maximilian II.
- Carl Luython, der seit 1566 Chorknabe in der Hofkapelle von Kaiser Maximilian II. war und nach Eintreten des Stimmbruchs am 8. August 1571 das damals übliche Stipendium ausgezahlt bekam, hat im Herbst 1571 offenbar einen Studienaufenthalt in Italien angetreten, der bis Ende 1575 dauern wird.
- Maddalena Casulana Mezari ist seit etwa 1570 Sängerin und Komponistin für Kammermusik des römisch-deutschen Kaisers Maximilian II. in Wien.
- Jakob Regnart, der seit 1568 für eine etwa zweijährige Studienreise in Italien weilte, ist seit 1. November 1570 Präzeptor (Musiklehrer) der Kapellknaben der Hofkapelle.
- Philippe de Monte ist seit 1568 als Nachfolger von Jacobus Vaet Kapellmeister der Hofkapelle Maximilians II. in Wien. Der größte Teil seiner über 250 Motetten erscheint zwischen 1572 und 1600 im Druck. 1572 veröffentlicht er seinen Einzeldruck Sacrarum cantionum […] liber primus zu fünf Stimmen.
- Mateu Fletxa el Jove ist Kantor der kaiserlichen Kapelle.

#### Bayerischer Reichskreis

##### Herzogtum Bayern
- Franciscus Florius hat seit Herbst 1556 in München an der Hofkapelle von Herzog Albrecht V. eine Anstellung als Hofbassist. Neben seiner Tätigkeit als Sänger ist Florius, zusammen mit dem Hofkopisten Johannes Pollet, auch als Notenkopist eingesetzt. Nach dem Ausscheiden Pollets 1571 steigt er zum Hauptkopisten auf; diese Stellung hat er bis zu seinem Tod inne.
- Johannes de Fossa ist seit dem letzten Vierteljahr 1559 Vizekapellmeister der Münchner Hofkapelle. In den vorhandenen Dokumenten wird Fossa allerdings weiterhin nur als Tenorist bezeichnet. Seit 1571 hat er die Aufsicht über die Chorknaben der Kapelle und hat ihnen in seinem Haus Kost und Unterkunft zu geben
- Antonius Gosswin, der 1569 Kapellmitglied bei Prinz Wilhelm von Bayern wurde, wird wegen Finanzproblemen des Münchner Hofs bald entlassen, ist aber seit 1570 wieder ein Angestellter der Kapelle.
- Gioseffo Guami, der sich zwischen 1550 und 1560 in Venedig aufgehalten haben und dort Schüler von Adrian Willaert und Annibale Padovano gewesen sein soll, wirkt seit 1568 in München, wo er zum Hoforganisten berufen wurde. Guami wirkt hier bis etwa 1579.

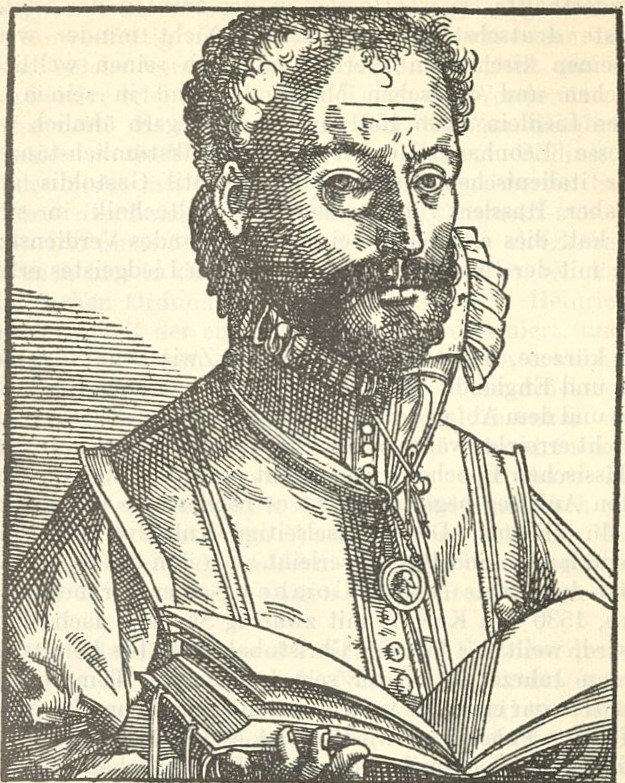
Orlando di Lasso – Holzschnitt von Tobias Stimmer

- Orlando di Lasso ist seit 1563 Kapellmeister der Münchner Hofkapelle. Zu Orlandos Aufgaben gehören u. a. Reisen durch Europa zur Anwerbung neuer Musiker, die Unterrichtung der Chorknaben, die teilweise sogar in seiner Familie leben, Proben mit den Musikern und die Komposition zahlreicher neuer Werke.
- Leonhard Lechner, der bis etwa 1570 als Sängerknabe am bayerischen Hof zu Landshut angestellt war, befindet sich auf Wanderschaft, vielleicht auch nach Italien.
- Ivo de Vento, der seit Sommer 1568 Kapellmeister in der Kapelle der Residenz von Kronprinz Wilhelm in Landshut war, wirkt seit Anfang 1570 wieder als Organist am Münchner Hof. 1572 erscheinen seine Newe Teutsche Lieder Mit dreyen stimmen wölche lieblich zu singen und auff allerley Instrumenten zu gebrauchen und Schöne außerlesene newe Teutsche Lieder mit 4 stimmen wölche nit allein lieblich zu singen sonder auch auf allerley Instrumenten zu gebrauchen seind.

#### Burgundischer Reichskreis

##### Markgrafschaft Antwerpen
- Jan Belle veröffentlicht 1572 sechs vierstimmige Lieder auf flämische Texte in einer Sammlung niederländischer Lieder des Antwerpener Musikverlegers Pierre Phalèse der Ältere mit dem Titel Duijtsch musijk boeck.
- Jean de Castro, der in den späten 1560er Jahren nach Antwerpen ging und offenbar zeitweise als musikalischer Berater des Verlegers Pierre Phalèse gewirkt hat, lebt hier bis November 1576.
- Séverin Cornet, der seit 1564 in Mechelen an der St.-Rombouts-Kathedrale tätig war, wo er die Aufgabe „pro magistro cantus et choralium“ hatte, verlässt diese Position nach acht Jahren und wird 1572 der Nachfolger von Gérard de Turnhout als Kapellmeister der Kathedrale von Antwerpen. Turnhout war als neues Mitglied der Hofkapelle von König Philipp II. nach Madrid gewechselt.
- Noé Faignient, der 1561 das Bürgerrecht in Antwerpen erhalten hat, wirkt seitdem hier als Musiklehrer. 1572 erscheinen in Löwen zwei seiner flämischen Lieder in der Sammlung Een duytsch Musyck Boeck.

##### Grafschaft Flandern
- George de La Hèle, der 1570 nach Flandern zurückgekehrt ist und an der Universität Löwen Theologie studiert hatte, erhält 1572 die Position eines Chorleiters an der Kirche St. Rombaut in Mecheln.
- Andreas Pevernage, der seit 17. Oktober 1563 Kapellmeister an der Kirche Notre-Dame in Courtrai ist und 1564 zusätzlich eine Pfründe an Sankt Willibrordus in Hulst erhalten hat, übt die Kapellmeisterstelle bis 1577 aus.
- Laurent de Vos, der seit 1566 Musikdirektor und verantwortlicher Leiter der Chorknaben an der Kathedrale Cambrai war, ist seit 1570 wahrscheinlich Countertenor an der St.-Donatus-Kirche in Brügge.

##### Grafschaft Holland
- Cornelis Boskoop ist seit dem 1. Mai 1554 und bis März 1573 Organist an der Oude Kerk in Delft.

#### Fränkischer Reichskreis

##### Markgraftum Brandenburg-Ansbach
- Rogier Michael, der auf Anraten von Annibale Padovano von 1569 bis 1572 bei Andrea Gabrieli in Venedig studiert hat, nimmt nach seiner Rückkehr nach Deutschland 1572 die Stelle eines Tenorsängers in Ansbach an der Hofkapelle von Markgraf Georg Friedrich von Brandenburg-Ansbach an, wo er bis 1574 bleibt.

#### Kurrheinischer Reichskreis

##### Kurpfalz
- Mathias Gastritz, der am 22. Dezember 1561 zum Organisten der Stadt Amberg bestellt wurde, wirkt fast 30 Jahre lang in den Diensten der Stadt.
- Sebastian Ochsenkun ist seit 1544 Lautenmeister am kurpfälzischen Hof in Heidelberg.

#### Niederrheinisch-Westfälischer Reichskreis

##### Reichsstadt Aachen
- Johannes Mangon, der von 1562 bis 1570 an der Kirche in Lüttich als Succentor gewirkt hatte und während dieser Zeit möglicherweise schon zeitweise den Domchor in Aachen geleitet hat, ist nachweislich von 1572 bis 1577 Leiter des Aachener Domchores.

##### Vereinigte Herzogtümer Jülich-Kleve-Berg
- Martin Peudargent ist Hofkomponist in den Diensten von Wilhelm V. von Jülich-Kleve-Berg.

#### Niedersächsischer Reichskreis

##### Erzstift Magdeburg
- Sethus Calvisius, der seit 1569 die Schule in Frankenhausen besucht hatte, wechselt 1572 zur Schule in Magdeburg. Hier erbettelt und erwirbt er sich im Kirchendienst die finanziellen Mittel, um ein Studium aufzunehmen.

##### Fürstentum Braunschweig-Wolfenbüttel

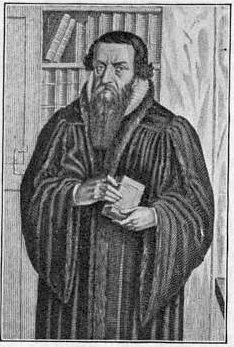
Hofprediger Nikolaus Selnecker

- Nikolaus Selnecker, der seit 1568 als Professor der Theologie an der Universität Leipzig tätig war und am 10. Mai 1570 den Doktorgrad in Wittenberg erworben hatte, übernimmt danach das Amt des Generalsuperintendenten in Braunschweig-Wolfenbüttel. Er hatte jedoch dort einen schweren Stand gegenüber Martin Chemnitz und Jacob Andreae. In dieser für ihn unglücklichen Zeit hält er sich bald in Gandersheim, 1572 in Oldenburg auf, wo er sich an der Gründung der Hohen Schule, der Vorläuferin der Universität Helmstedt, maßgeblich beteiligt.
- Johann Zanger der Ältere, der seit 1553 Pfarrer an der Petrikirche in Braunschweig war, ist seit 1571 Pfarrer an der Martinikirche.

##### Herzogtum Mecklenburg-Schwerin
- Johannes Flamingus ist seit 1571 als Nachfolger von David Köler Hofkapellmeister und Leiter der „Hof-Cantorej“ von Herzog Johann Albrecht I. von Mecklenburg-Schwerin.
- Thomas Mancinus, der seit 1567 an der Universität Rostock studiert hatte, wird im Januar 1572 durch Herzog Johann Albrecht von Mecklenburg-Schwerin als Schulkantor angestellt.

##### Hamburg
- Jacob Praetorius der Ältere, der wahrscheinlich in seiner Heimatstadt Magdeburg Unterricht von Martin Agricola erhielt, ist von 1555 bis zu seinem Tod als Organist und Kirchenkomponist an zwei Kirchen in Hamburg nachweisbar.

#### Obersächsischer Reichskreis

##### Kurfürstentum Sachsen
- Elias Nikolaus Ammerbach, der von 1548 bis 1549 an der Universität Leipzig studiert hatte, wirkt danach, vermutlich bis an sein Lebensende, als Thomasorganist an der Thomaskirche.
- Joachim a Burck, der ab 1563 Kantor an der Lateinschule in Mühlhausen war, ist seit 1566 Organist an der Kirche Divi Blasii in Mühlhausen. Daneben ist er als Geschichtsschreiber und öffentlicher Notar tätig.
- Wolfgang Figulus ist von 1551 bis zu seiner Pensionierung 1588 Kantor und Lehrer an der Fürstenschule in Meißen. Er unterrichtet die Fächer Musik, Latein und Religion und sorgt für die musikalische Gestaltung der Gottesdienste in der Afrakirche.
- Mattheus Le Maistre, der seit 1554 sächsischer Hofkapellmeister als Nachfolger von Johann Walter war und 1565 aus Gesundheitsgründen um seine Entlassung gebeten hat, lebt vermutlich in Dresden. Le Maistre bleibt mit dem Hof in Dresden Zeit seines Lebens verbunden und führt den Titel des Hofkapellmeisters bis zu seinem Tod im Frühjahr 1577.
- Antonio Scandello, der seit 1566 Vizekapellmeister der Dresdner Hofkapelle war und als „zugeordneter Moderator“ dem altersschwachen Mattheus Le Maistre unterstand, ist seit 1568 Hofkapellmeister und übt diese Aufgabe bis zu seinem Tod 1580 aus.
- Leonhart Schröter, der von 1545 bis 1547 die Fürstenschule in Meißen besucht hatte, wirkt danach von 1561 bis 1576 als Stadtkantor in Saalfeld. Während dieser Zeit war er zudem von etwa Dezember 1571 bis November 1572 der erste Bibliothekar unter Herzog Julius von Braunschweig-Lüneburg (1528–1589) an dessen Bibliothek in Wolfenbüttel.

#### Österreichischer Reichskreis

##### Erzherzogtum Österreich
- Blasius Amon ist seit ca. 1568 Sängerknabe an die Hofkapelle von Erzherzog Ferdinand II. in Innsbruck. Er erhält unter den Kapellmeistern Wilhelm Bruneau (tätig von 1564 bis 1584) und Alexander Utendal (tätig von 1564 bis 1581) eine gründliche musikalische Ausbildung, die er auf Studienreisen vervollkommnet.
- Johannes de Cleve, der seit 1564 Hofkapellmeister in der neuen von Erzherzog Karl II. (1540–1590) gegründeten Hofkapelle in Graz war und dieses Amt sechs Jahre lang ausgeübt hat, lebt danach wahrscheinlich in Wien.
- Simone Gatto, der seit 1568 am Hof in München als Posaunist wirkte, setzt seine berufliche Laufbahn ab 1572 in Graz fort. In der dortigen Hofmusikkapelle beginnt er zunächst als Bläser.
- Homer Herpol, der im Lauf des Jahres 1567 seine bisherige Stelle als Kantor an der Kirche St. Nikolaus und die Stadt Freiburg (Schweiz) verlassen hatte, hat eine neue Stelle am Liebfrauenmünster in Konstanz.
- Annibale Padovano, der von 1552 bis 1565 erster Organist am Markusdom in Venedig war und dann Organist am Hof von Erzherzog Karl II. in Graz wurde, folgt hier ab 1570 Johannes de Cleve (1528/29–1582) als Hofkapellmeister nach.
- Lambert de Sayve, der am 1. Februar 1569 das Amt eines Singmeisters an der Abtei Melk angetreten hatte und zusammen mit anderen Kapellmitgliedern nach Spanien gereist war, um bei der Hochzeit von Anna Maria von Österreich mit König Philipp II. von Spanien am 12. November 1570 mitzuwirken, setzt nach Rückkehr von der eineinhalb Jahre dauernden Reise seine Tätigkeit in Melk fort.
- Melchior Schramm, der seit 1563 Singknabe in der Hofkapelle von Erzherzog Ferdinand von Tirol war und von 1569 bis 1571 vom Innsbrucker Hoforganisten Servatius Rorif unterrichtet wurde, wird danach für zwei Jahre Organist an der neuerrichteten Stiftskirche des Damenstifts in Hall.
- Alexander Utendal ist seit 1564 Alt-Sänger in der Kapelle von Erzherzog Ferdinand II., seit 1566/67 in Innsbruck. Der Komponist sucht etwa im Herbst 1572 bei seinem Dienstherrn um eine Gehaltserhöhung nach; in diesem Zusammenhang ist seine gegen Ende 1572 erfolgte Ernennung zum Kapellknaben-Praezeptor und damit zum Vizekapellmeister zu sehen.

#### Schwäbischer Reichskreis

##### Herzogtum Württemberg
- Ludwig Daser findet Anstellung an der Hofkapelle Stuttgart und wird dort im Jahre 1572 mit der Stelle eines Kapellmeisters betraut, die er bis zu seinem Ableben innehat.
- Balduin Hoyoul, der im Jahr 1561 im Alter von etwa 13 Jahren als Diskant-Sänger in den Chor der Stuttgarter Hofkapelle unter Ludwig Dasers Leitung eingetreten war und 1564/65 für zwei Jahre als Schüler zu Orlando di Lasso nach München geschickt wurde, wirkt nach seiner Rückkehr wieder als Altist und Komponist.
- Simon Lohet tritt am 14. September 1571 als Organist in die württembergische Hofkapelle in Stuttgart ein. Weitere Organisten am Hof von Ludwig dem Frommen sind zu dieser Zeit der schon sehr alte Utz Steigleder († 1581) und Hans Franz Fries (bis 1572). Es ist auch Lohets Aufgabe, die Instrumente der Hofkapelle zu verwalten. In den einschlägigen Dokumenten sind für die Jahre 1572, 1573 und 1576 Reisen des Komponisten in die damaligen südlichen Niederlande (Antwerpen) zur Beschaffung von Musikalien vermerkt.

##### Reichsstadt Augsburg
- Jacobus de Kerle ist in Augsburg als Domorganist tätig. In seiner bis 1574 währenden Amtszeit erscheinen von de Kerle ab 1571 etwa 70 Motetten in sieben Sammlungen, eine Messe, ein Requiem und zwei Bücher mit Madrigalen; als Manuskript sind ein Codex mit Responsorien und Hymnen für die Festtage des Kirchenjahrs überliefert. Der Komponist Philippe de Monte empfiehlt in einem Brief von 1572 seinen Kollegen für eine Pfründe an der Petrikirche Augsburg und bezieht sich dabei ausdrücklich auf Werke, die de Kerle 1570 auf dem Reichstag in Speyer an Kaiser Maximilian II. überreicht hatte, ohne eine Erkenntlichkeit dafür zu bekommen. Ob diese Befürwortung erfolgreich war, ist nicht bekannt. De Kerle veröffentlicht 1572 in Paris sein Liber modulorum zu vier bis sechs Stimmen und in München sein Liber modulorum sacrorum zu fünf bis sechs Stimmen.

##### Reichsstadt Dinkelsbühl
- Michael Tonsor wirkt von ungefähr 1567 bis 1588 als Organist an der St. Georgskirche in Dinkelsbühl.

#### Nicht eingekreiste zum Heiligen Römischen Reich zugehörige Territorien und Stände

##### Herzogtum Mailand
- Matthias Hermann Werrecore, der von August bis Dezember 1559 beim Domchor in Mailand als Tenorsänger tätig war, lebt vermutlich in Mailand. Nach Dokumenten von 1532 und 1561 besitzt Werrecore Eigentum vor Ort und hat aus zwei Ehen mindestens drei Kinder.

##### Herzogtum Mantua
- Girolamo Cavazzoni ist Organist in der Hofkirche Santa Barbara des Palazzo Ducale in Mantua, wo er bis 1577 wirkt.
- Giovanni Giacomo Gastoldi, der in Mantua als Chorknabe an der Basilika Santa Barbara seine musikalische Ausbildung erhielt und Theologie studierte, wird 1572 Subdiakon.
- Giaches de Wert, der von 1563 bis 1565 den Dienst eines Kapellmeisters für die kaiserlichen Gouverneure in Mailand versehen hatte, wirkt spätestens seit September 1565 als Kapellmeister an der neu gebauten Basilika Santa Barbara in Mantua, der Hofkirche der Gonzaga-Herzöge, nachdem er dorthin für das erste Barbara-Fest am 4. Dezember 1564 eine neue von ihm komponierte Messe geschickt hatte. In dieser Stellung bleibt er bis zu seinem Tod. Er ist auch als prefectus musicorum für die weltliche Musik am Hof von Herzog Guglielmo Gonzaga in Mantua zuständig. Ab den 1570er Jahren wird darüber hinaus der Hof des musikbegeisterten Herzogs Alfonso II. d’Este in Ferrara für Giaches immer interessanter, weil hier mit dem Aufbau eines privaten musikalischen Ensembles (musica secreta) neue Maßstäbe für den virtuosen Ensemble-Gesang gesetzt werden und ein sich gegenseitig inspirierendes Zusammenwirken zwischen Gesang, Komposition und neuester Dichtung entsteht (Giovanni Battista Guarini und Torquato Tasso).

#### Herzogtum Modena und Reggio
- Luzzasco Luzzaschi, der in seiner Jugend Schüler des flämischen Komponisten Cipriano de Rore war, ist seit Mai 1561 Organist am Hof des Herzogs Alfonso II. d’Este, seit 1564 ist er herzoglicher Hoforganist. Ab 1572 bekleidet er zusätzlich das Organistenamt am Ferrareser Dom.

##### Herzogtum Toskana
- Paolo Aretino, der bis 1547 als Kantor am Dom von Arezzo gewirkt hat, ist danach bis zu seinem Tode im Jahr 1584 an Santa Maria della Pieve, ebenfalls in Arezzo, tätig.
- Giulio Caccini, der wahrscheinlich Mitglied im Knabenchor der Cappella Giulia des Petersdoms und von Oktober 1564 bis November 1565 Gesangsschüler von Giovanni Animuccia war, wirkt seit dem 29. April 1566 am Hof des Großherzogs Ferdinando I. de’ Medici in Florenz.
- Nicolao Dorati wirkt seit 1543 in der Stadtkapelle von Lucca, zunächst als Posaunist und seit 1557 für über zwanzig Jahre als Kapellmeister.
- Vincenzo Galilei, der seit 1560 in Pisa lebt und seit 1562 mit Giulia Ammannati (gestorben 1620) aus einer angesehenen Familie von Tuchhändlern verheiratet ist, übersiedelt Anfang der 1570er Jahre nach Florenz und widmet sich ganz der Musik.
- Cristofano Malvezzi, der seit 1562 Canonico soprannumerario an San Lorenzo in Florenz war, wirkt ab 1571 in der Nachfolge von Francesco Corteccia und Giovanni Piero Manenti als Kapellmeister am Baptisterium San Giovanni, welches unter der musikalischen Verwaltung der Familie de Medici steht.
- Giovanni Piero Manenti, der im Juni 1571 – nach dem Tode von Francesco Corteccia – Kapellmeister an S.Giovanni geworden war, dieses Amt aber bereits nach sechs Monaten niedergelegt hatte, wird Organist an der Kathedrale von Florenz, ein Amt, das er bis zu seinem Tode ausübt. Manenti ist ebenfalls als Musiker am Hof der Medici tätig und komponiert zumindest ein Werk für die „Compagnia di S.Giovanni Evangelista“ in Florenz.
- Alessandro Striggio der Ältere, der aus einem Aristokratengeschlecht entstammt, hält sich vermutlich in Florenz auf, wo er um 1560 die ersten Kontakte zu den Medici geknüpft hatte. In den 1570er-Jahren schließt er eine Freundschaft mit Vincenzo Galilei.

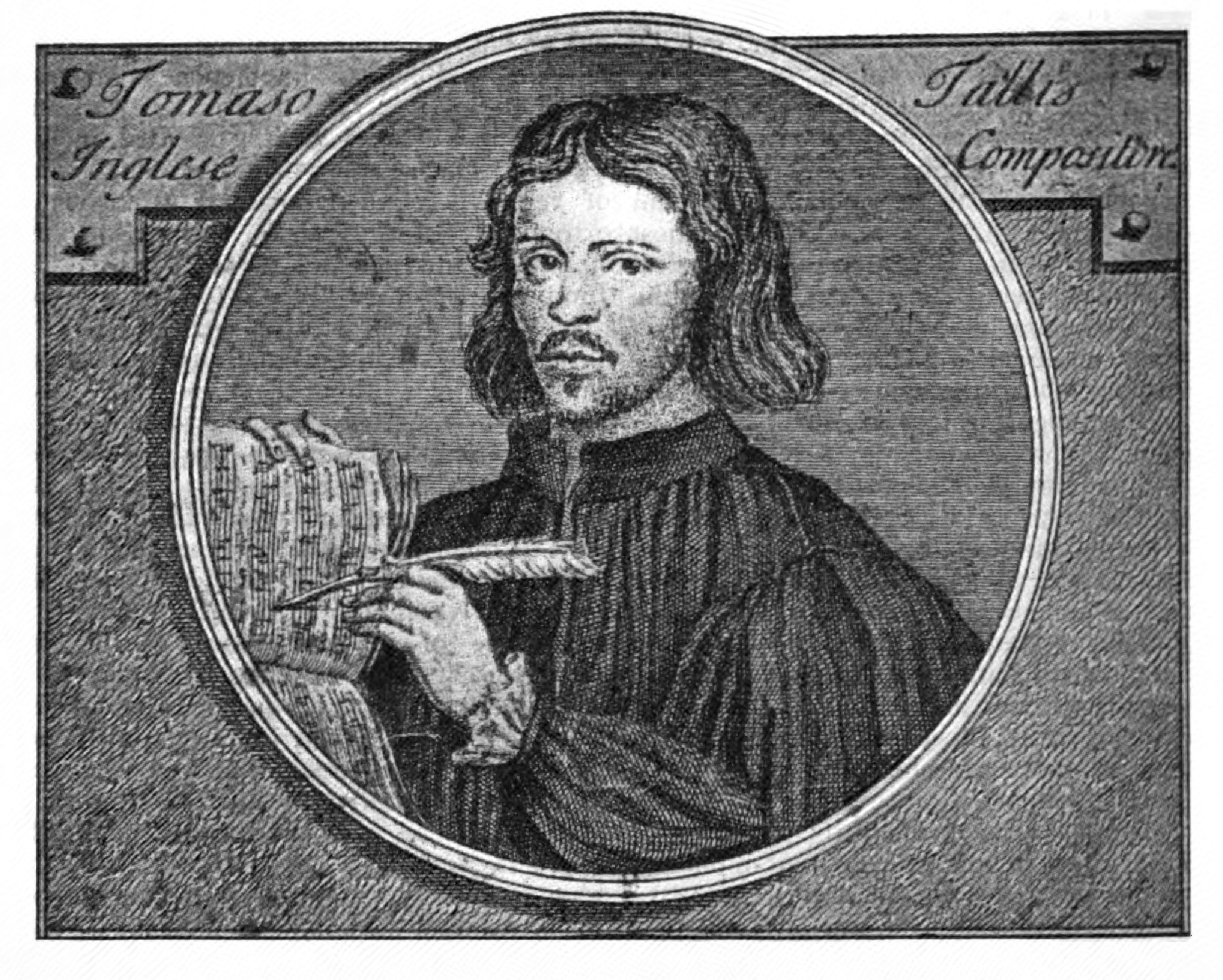
Thomas Tallis

### Königreich England und Irland

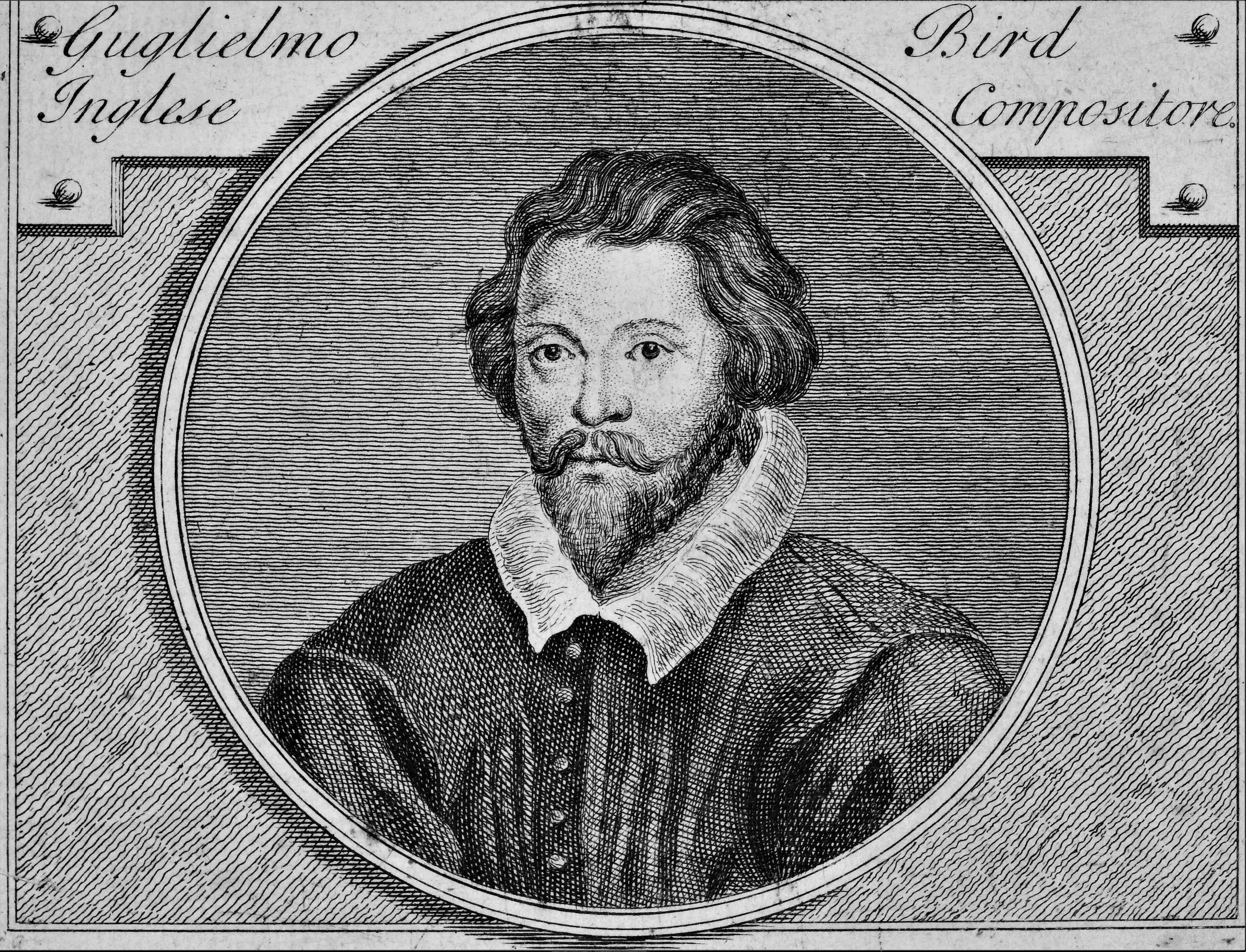
William Byrd

#### Chapel Royal von Elisabeth I.
- William Byrd ist seit 1570 „Gentleman of the Chapel Royal“ und übt zusammen mit Thomas Tallis das Organistenamt aus.
- William Mundy, der 1543 Mitglied im Chor von Westminster Abbey wurde und später für verschiedene Kirchengemeinden arbeitete, ist seit 1563 Mitglied der Chapel Royal, an der er bis zu seinem Tode verbleibt.
- Robert Parsons, der seit 17. Oktober 1563 Gentleman of the Chapel Royal war, ertrinkt im Januar 1572 auf einer Reise, um neue Chorknaben für die Chapel Royal zu rekrutieren, bei Newark-on-Trent im River Trent, der Hochwasser führt.
- Thomas Tallis, der 1543 zum „Gentleman of the Chapel Royal“ in London ernannt wurde, bekleidet dieses Amt in den folgenden 40 Jahren.

#### London
- Peter Philips bekommt seine erste musikalische Ausbildung 1572 bis 1578 als Chorknabe an der St. Paul’s Cathedral in London unter Sebastian Westcott († 1582). Er lebt bis zu Westcotts Tod 1582 in dessen Haus.

### Königreich Frankreich

#### Chapelle Royale von Karl IX.
- Eustache du Caurroy ist seit 1570 zunächst als Sänger im Dienst des französischen Königs Karl IX. tätig und wird bald als Komponist bekannt.

#### Évreux
- Guillaume Costeley, der nach seiner Ausbildung von 1560(?) bis 1570 Hoforganist am Hof von Karl IX. war, wirkt danach bis zu seinem Ableben in Évreux als Komponist und ist dort Mitglied der Bruderschaft Sainte Cécile.

#### Paris
- Pierre Certon, der nach seiner Tätigkeit in Paris an Notre-Dame seit 1560 wieder in seiner Heimatstadt Melun gelebt hatte, verstirbt am 23. Februar 1572.
- Adrian Le Roy lebt in Paris und ist musikalischer Leiter des von ihm mit seinem Vetter Robert Ballard 1551 gegründeten Musikverlags Le Roy & Ballard.

### Italienische Staaten

#### Herzogtum Urbino
- Leonard Meldert, möglicherweise ein Schüler von Orlando di Lasso, ist ab 1571 am Hof von Guidobaldo II. della Rovere in Urbino aktiv, und zwar bis zum Tod des Herzogs 1574.

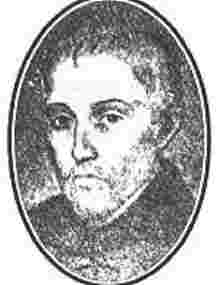
Tomás Luis de Victoria

#### Kirchenstaat
- Ghinolfo Dattari erhält ab Februar 1555 in Bologna eine Anstellung als Sänger in der Kapelle von San Petronio, der er 62 Jahre lang, bis zu seinem Tode angehört.
- Tiburtio Massaino, der zuvor ein Augustiner-Mönch in Piacenza war, ist seit 1571 maestro di cappella von Santa Maria del Popolo in Rom.
- Giovanni Maria Nanino, der von September 1566 bis Oktober 1568 in der Cappella Giulia tätig war und daneben Chormitglied der Kirche in Vallerano, ist seit mindestens Juni 1569 Kapellmeister der päpstlichen Basilika Santa Maria Maggiore in Rom. Es ist jedoch aufgrund fehlender Akten für den Zeitraum von 1563 bis 1571 nicht möglich, Naninos Eintritt als Kapellmeister von S. Maria Maggiore – ein Amt, das bis mindestens 1565 Giovanni Pierluigi da Palestrina innehatte – exakt zu datieren. Obwohl beide Komponisten später ein gespanntes Verhältnis zueinander hatten, ist es denkbar, dass es Palestrina selbst war, der Nanino für die Cappella Liberiana, den Chor von Santa Maria Maggiore, empfahl. Die Kapellakten belegen regelmäßige Zahlungen an Nanino und vier Chorknaben, für deren Ausbildung, Beköstigung und Unterbringung Nanino zuständig war.
- Giovanni Pierluigi da Palestrina, der seit 1565 musikalischer Leiter und Lehrer des Seminario Romano, einer Ausbildungsstätte des Priesternachwuchses war, übt diese Stelle – nachdem Giovanni Animuccia, Kapellmeister und 1555 Nachfolger Palestrinas an der Cappella Giulia des Petersdoms Ende März 1571 verstorben war – seitdem zum zweiten Mal aus. Palestrinas Sohn Rodolfo stirbt 1572. In diesem Jahr erscheint in Venedig sein Individualdruck Motettorum quae partim quinis, partim senis, partim octonis vocibus concinatur, liber secundus, in dem zusätzlich je 1 Motette von Palestrinas Söhnen Angelo und Rodolfo sowie zwei Motetten seines Bruders Silla Pierluigi da Palestrina enthalten sind.
- François Roussel, der von 1566 bis 1571 als maestro di cappella an San Luigi dei Francesi gewirkt hatte, übernimmt dieses Amt von 1572 bis 1575 an San Giovanni in Laterano.
- Tomás Luis de Victoria, der in Rom das Collegium Germanicum – das Priesterseminar der Jesuiten – absolviert hatte, hat seit 1571 als moderator musicae die Leitung der Kapelle des Collegiums als Nachfolger von Palestrina.

#### Königreich Neapel
- Giovanni Domenico da Nola wirkt seit Februar 1563 bis zu seinem Tod als Maestro di cappella an der BasilikaSantissima Annunziata Maggiore in Neapel. In dieser Funktion lehrt er auch die Mädchen des Waisenhauses der Annunziata und die Diakone des Priesterseminars Gesang.
- Antonio Valente wirkt von 1565 bis 1580 als Organist an Sant’Angelo a Nilo in Neapel.

#### Patriarchat von Aquileia
- Jacobus Florius, der sich 1571 um die Stelle eines Bass-Sängers am herzoglichen Hof in Stuttgart beworben hatte, hält sich 1572 wahrscheinlich in Aquileia und im folgenden Jahr in Venedig auf.

#### Republik Venedig
- Costanzo Antegnati, der am besten bekannte Spross der verzweigten italienischen Orgelbauerfamilie Antegnati, bekommt seine musikalische Ausbildung bei Girolamo Cavazzoni und ist ab dem Jahr 1570 Orgelbau-Mitarbeiter seines Vaters Graziadio Antegnati dem Älteren (1525–1590).
- Ippolito Baccusi, der vor 1568 für kurze Zeit Vizekapellmeister am Markusdom in Venedig war und danach in Ravenna studiert hatte, nennt sich 1572 in seinem zweiten Madrigalbuch maestro della musica delli Illustri Signori di Spilimbergo und Kapellmeister an der Kirche Santa Eufemia in Verona.
- Valentin Bakfark übersiedelt nach Padua.
- Giovanni Croce wirkt seit 1565 als Chorknabe und Sänger am Markusdom in Venedig.
- Girolamo Dalla Casa wirkt seit 1568 als Musiker im Markusdom, wo er mit seinen Brüdern Giovanni und Nicolò das erste feste Instrumentalensemble gründet.
- Baldissera Donato ist seit 1550 als Sänger – zunächst an San Marco in Venedig – aktiv und wirkt auch in der Ausbildung der Sänger.
- Andrea Gabrieli ist wahrscheinlich seit Jahresanfang 1566 als Organist an San Marco tätig, einer herausragenden Position in der Musikwelt Italiens, wo er bis zu seinem Lebensende bleiben wird. 1572 veröffentlicht er in Venedig bei Angelo Gardano sein Primus Liber Missarum.
- Francesco Londariti, der seit 1568 wieder in Kreta gelebt hatte, verstirbt vermutlich 1572.
- Florentio Maschera, der seine erste Anstellung als Organist im Kloster Santo Spirito in Isola vor Venedig erhielt, ist seit 22. August 1557 Organist an der Kathedrale von Brescia.
- Claudio Merulo ist seit dem Jahr 1566 als Nachfolger von Annibale Padovano als erster Organist am Markusdom in Venedig tätig. Neben dieser offiziellen Tätigkeit tritt er regelmäßig in den Palazzi venezianischer Adliger auf, z. B. in der Ca’ Zantani, die auch von Parabosco, Padovano und anderen Virtuosen frequentiert wird.
- Giovanni Battista Mosto, der 1568 eine Anstellung als Zinkenist und Posaunist in der Münchener Hofkapelle unter Orlando di Lasso hatte, lebt seit 1569 wieder in Udine und gehört seit 1570 zu den Stadtpfeifern.
- Teodoro Riccio wirkt nach seiner Ausbildung als Kirchenmusiker als Kapellmeister der Kirche Santa Nazaro in seiner Heimatstadt Brescia.
- Gioseffo Zarlino, der bei Adrian Willaert in Venedig studiert hat, ist seit 1565 – in der Nachfolge von Cypriano de Rore – Kapellmeister am Markusdom in Venedig. Er hat diese Stelle bis zu seinem Ableben 1590 inne.

### Königreich Polen und Großfürstentum Litauen

#### Hofkapelle von Sigismund II. August
- Krzysztof Borek, der zunächst Chorknabe und später Mitglied der Krakauer Hofkapelle war, ist von 1556 bis 1572 deren Kapellmeister.
- Krzysztof Klabon ist seit 1565 Lautenist am Hof von Sigismund II. August in Krakau.

#### Posen
- Jan Brandt ist seit 1571 Mitglied des Jesuitenordens.

#### Sandomierz
- Mikołaj Gomółka, der als königlicher Fistulator (hervorragende Instrumentalist des Königs) Mitglied der Hofkapelle von König Sigismund II. August von Polen war, hat 1563 den Hof verlassen und ist die folgenden 15 Jahre in seiner Geburtsstadt Sandomierz in einigen außermusikalischen Bereichen tätig.

### Königreich Portugal
- António Carreira ist seit der Thronbesteigung des 14-jährigen Königs Dom Sebastiaõ 1568, Kapellmeister und Magisterio. Es ist nicht genau bekannt, aber wahrscheinlich, dass es zu dieser Zeit mindestens zwei Kapellen gibt, eine für den König und eine für Dona Catarina bzw. für Dom Henrique, denn es gibt zwischen 1562 und 1580 neben Carreira noch einen zweiten Kapellmeister: den Flamen Raynaldus van Melle.
- Rinaldo del Mel, der in Mechelen lebte und seit dem 3. März 1562 Mitglied der Singschule der Kathedrale Saint-Rombaud war, hat seine Heimat verlassen und wirkt vermutlich ab 1572 am königlichen Hof in Lissabon als maestro unter König Sebastian.

### Königreich Spanien

#### Hofkapelle von Philipp II.

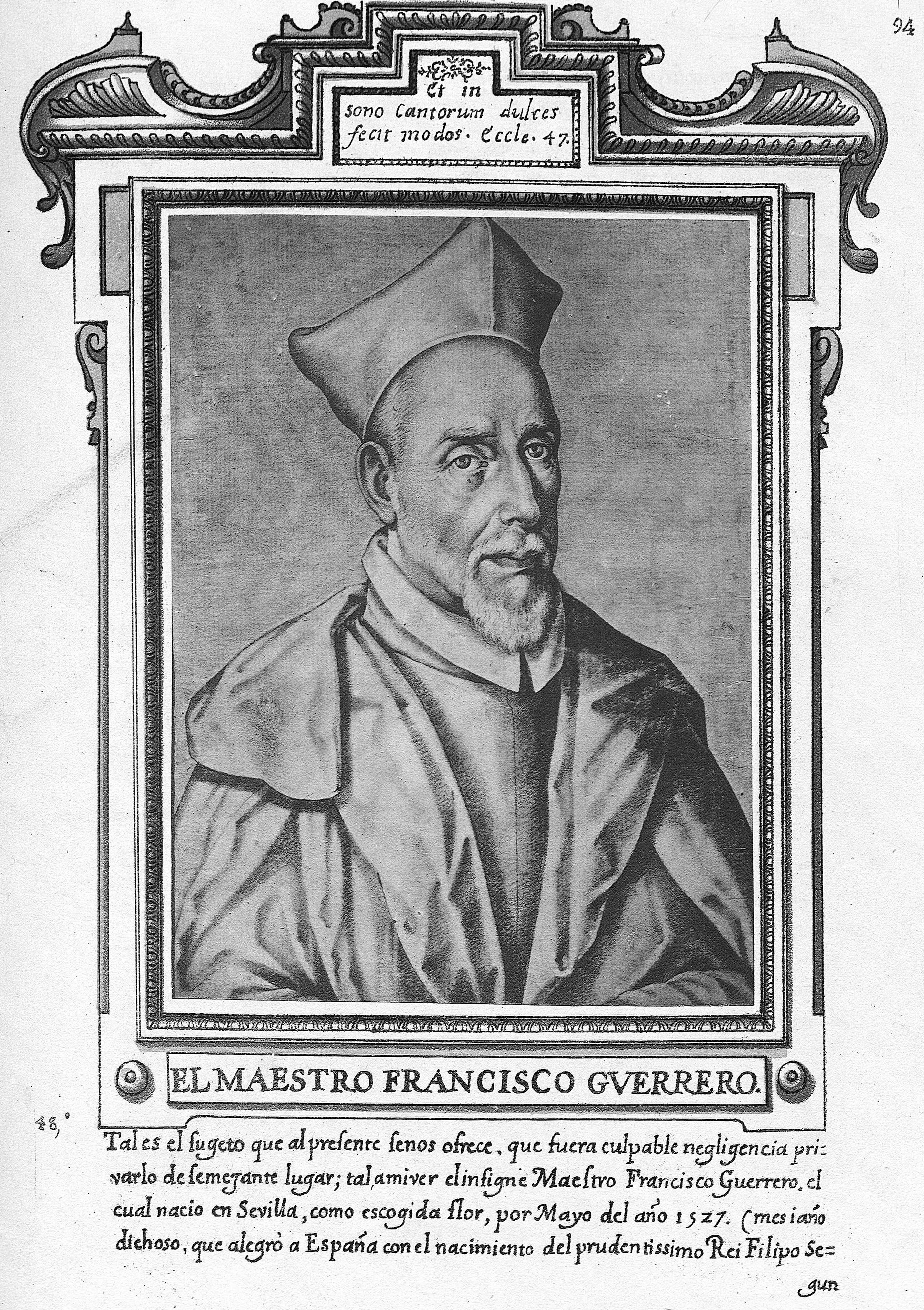
Francisco Guerrero

- Philippe Rogier, der seine erste musikalische Ausbildung an der Kathedrale seiner Geburtsstadt Arras erhalten hatte, reist 1572 mit Gérard de Turnhout – seit 1571 Kapellmeister der capilla flamenca des spanischen Königs Philipp II. – und anderen jugendlichen Sopranisten nach Madrid und wird am dortigen Königshof eingeführt. In Madrid kann er als jugendlicher Sänger seine musikalische Ausbildung vervollständigen.
- Gérard de Turnhout, der seit 1562 an der Liebfrauenkirche Antwerpen tätig war und hier seit 1563 die Position eines Musikmeisters (maître de musique) in der Nachfolge von Antoine Barbé bekleidete, tritt 1572 seine neue Stelle als Kapellmeister der Capilla flamenca von König Philipp II. von Spanien in Madrid an. Turnhout reist in Begleitung einiger Chorknaben, unter ihnen Jean Leroy und Philippe Rogier nach Madrid.
- Cornelis Verdonck, der seine erste musikalische Ausbildung als Kapellknabe vermutlich an der Kathedrale Notre-Dame in Antwerpen unter Gérard de Turnhout bekam, gelangt im Zuge der Anwerbung von Sängerknaben für die Capilla flamenca zusammen mit Philippe Rogier im Jahr 1572 nach Madrid an die Hofkapelle des spanischen Königs Philipp II., wo er für etwa acht Jahre bleibt.

#### La Seu d’Urgell
- Joan Brudieu ist seit 1548 Kapellmeister auf Lebenszeit der Kathedrale von La Seu d’Urgell. Diese Position behält er – mit Unterbrechungen – bis kurz vor seinem Tode 1591.

#### Sevilla
- Francisco Guerrero ist seit 1551 Assistent von Kapellmeister Fernández de Castileja und Chorregent an der Kathedrale von Sevilla.
- Alonso Mudarra ist seit dem 18. Oktober 1546 Kanoniker an der Kathedrale von Sevilla. In dieser Stadt hat er einen bedeutenden Einfluss auf das Musikleben und bleibt dort noch 34 Jahre bis an sein Lebensende. Zu seinen Aufgaben an der Kathedrale gehört die Leitung aller musikalischen Aktivitäten. Hierzu gehören die Beauftragung von Instrumentalisten, der Kauf und die Leitung des Aufbaus einer neuen Orgel und die enge Zusammenarbeit mit Komponisten für die vielfältigen festlichen Anlässe.

### Vizekönigreich Neuspanien
- Hernando Franco, der vermutlich in den 1550er Jahren nach Neuspanien auswanderte, ist – gemäß einem Beleg aus dem Jahr 1571 – maestro de capilla der Kathedrale von Santiago de Guatemala.

## Instrumentalmusik

### Für Laute
- Bernhard Jobin – Newerlessner fleissiger ettlicher viel schöner Lautenstück, Buch 1, Straßburg: Bernhard Jobin: Noten und Audiodateien im International Music Score Library Project

## Vokalmusik

### Geistlich
- Jobst von Brandt – Der erste Theil geistlicher Psalmen und teutscher Kyrchengeseng, 4- bis 9-stimmig mit Instrumenten, Eger 1572–3 (postum)
- Joachim a Burck – Erstes Buch der Sacrae odae zu vier Stimmen, Erfurt: Georg Baumann (Vertonung von Kirchenliedern von Ludwig Helmbold)
- Andrea Gabrieli
  - Primus Liber Missarum, Venedig: Angelo Gardano
  - Missa Pater peccavi zu sechs Stimmen: Noten und Audiodateien im International Music Score Library Project
  - Missa Quando Lieta Sperai zu sechs Stimmen: Noten und Audiodateien im International Music Score Library Project
- Paolo Isnardi – Lamentationes zu fünf Stimmen, Venedig: Antonio Gardano
- Jacobus de Kerle
  - Liber modulorum zu vier bis sechs Stimmen, Paris: Le Roy & Ballard
  - Liber modulorum sacrorum zu fünf bis sechs Stimmen, München: Adam Berg
- Orlando di Lasso
  - Motette Beati pauperes spiritu zu vier Stimmen, in: Moduli quatuor et octo vocum: Noten und Audiodateien im International Music Score Library Project
  - Missa super Je prens en gres zu vier Stimmen, LV Anh.89: Noten und Audiodateien im International Music Score Library Project
  - Missa super Si rore aenio zu fünf Stimmen, LV Anh.103: Noten und Audiodateien im International Music Score Library Project
- Joachim Magdeburg – Von Gott will ich nicht lassen zu vier Stimmen, in: Christliche und tröstliche Tischgesenge mit vier Stimmen: Noten und Audiodateien im International Music Score Library Project
- Paulus Melissus – Psalmen Davids zu vier Stimmen, Heidelberg: Michael Schirat
- Philippe de Monte – Sacrarum cantionum […] liber primus zu fünf Stimmen, Venedig: Girolamo Scotto
- Giovanni Pierluigi da Palestrina – Motettorum quae partim quinis, partim senis, partim octonis vocibus concinatur, liber secundus, Venedig: Girolamo Scotto: Noten und Audiodateien im International Music Score Library Project (mit zusätzlich je 1 Motette von Palestrinas Söhnen Angelo und Rodolfo sowie zwei Motetten seines Bruders Silla Pierluigi da Palestrina); darin:
  - Ascendo ad Patrem zu fünf Stimmen: Noten und Audiodateien im International Music Score Library Project
  - Canite tuba zu fünf Stimmen: Noten und Audiodateien im International Music Score Library Project
  - Laudate Dominum zu fünf Stimmen: Noten und Audiodateien im International Music Score Library Project
- Francesco Portinaro – Drittes Buch mit Motetten zu fünf, sechs, sieben und acht Stimmen, Venedig: Antonio Gardano
- Johann Rasch
  - 17 Cantiunculae Pascales zu vier bis sieben Stimmen, München: Adam Berg: Noten und Audiodateien im International Music Score Library Project
  - 7 Cantica quaedam Ecclesiastica zu vier Stimmen, München: Adam Berg: Noten und Audiodateien im International Music Score Library Project
  - In monte olivarum zu vier Stimmen, München: Adam Berg: Noten und Audiodateien im International Music Score Library Project In Monte Olivarum, München
  - Salve Regina zu sechs Stimmen, München: Adam Berg: Noten und Audiodateien im International Music Score Library Project
- Nikolaus Selnecker
  - Text zu Lass mich dein sein und bleiben, du treuer Gott und Herr (EG 157).
  - Text zu Ach bleib bei uns, Herr Jesu Christ (EG 246 und RG 790, Str.2–7)
- Ivo de Vento – Missa Surrexit pastor bonus zu fünf Stimmen (teilweise auch Orlando di Lasso zugeschrieben)
- Tomás Luis de Victoria – Motecta, Libro 1, Venedig: Antonio Gardano: Noten und Audiodateien im International Music Score Library Project; darin:
  - Alma redemptoris Mater zu fünf Stimmen: Noten und Audiodateien im International Music Score Library Project
  - Ascendens Christus in altum zu fünf Stimmen: Noten und Audiodateien im International Music Score Library Project
  - Ave Maria zu acht Stimmen: Noten und Audiodateien im International Music Score Library Project
  - Ave Regina caelorum zu fünf Stimmen: Noten und Audiodateien im International Music Score Library Project
  - Benedicta sit sancta Trinitas zu sechs Stimmen: Noten und Audiodateien im International Music Score Library Project
  - Congratulamini mihi zu sechs Stimmen: Noten und Audiodateien im International Music Score Library Project
  - Cum beatus Ignatius zu fünf Stimmen: Noten und Audiodateien im International Music Score Library Project
  - Descendit angelus Domini zu fünf Stimmen: Noten und Audiodateien im International Music Score Library Project
  - Doctor bonus amicus Dei zu vier Stimmen: Noten und Audiodateien im International Music Score Library Project
  - Dum complerentur zu fünf Stimmen: Noten und Audiodateien im International Music Score Library Project
  - Ecce Dominus veniet zu fünf Stimmen: Noten und Audiodateien im International Music Score Library Project
  - Gaude Maria Virgo zu fünf Stimmen: Noten und Audiodateien im International Music Score Library Project
  - Magi viderunt stellam zu vier Stimmen: Noten und Audiodateien im International Music Score Library Project
  - Ne timeas Maria zu vier Stimmen: Noten und Audiodateien im International Music Score Library Project
  - O decus apostolicum zu vier Stimmen: Noten und Audiodateien im International Music Score Library Project
  - O magnum mysterium zu vier Stimmen: Noten und Audiodateien im International Music Score Library Project
  - O quam gloriosum est regnum zu vier Stimmen: Noten und Audiodateien im International Music Score Library Project
  - O Regem coeli zu vier Stimmen: Noten und Audiodateien im International Music Score Library Project
  - O sacrum convivium zu vier Stimmen: Noten und Audiodateien im International Music Score Library Project
  - O sacrum convivium zu sechs Stimmen: Noten und Audiodateien im International Music Score Library Project
  - O vos omnes zu vier Stimmen: Noten und Audiodateien im International Music Score Library Project
  - Pueri Hebraeorum zu vier Stimmen: Noten und Audiodateien im International Music Score Library Project
  - Quam pulchri sunt gressus tui zu vier Stimmen: Noten und Audiodateien im International Music Score Library Project
  - Quem vidistis, pastores? zu sechs Stimmen: Noten und Audiodateien im International Music Score Library Project
  - Regina caeli laetare zu fünf Stimmen: Noten und Audiodateien im International Music Score Library Project
  - Salve Regina zu sechs Stimmen: Noten und Audiodateien im International Music Score Library Project
  - Sancta Maria succurre miseris zu vier Stimmen: Noten und Audiodateien im International Music Score Library Project
  - Senex puerum portabat zu vier Stimmen: Noten und Audiodateien im International Music Score Library Project
  - Surrexit pastor bonus zu sechs Stimmen: Noten und Audiodateien im International Music Score Library Project
  - Tu es Petrus zu sechs Stimmen: Noten und Audiodateien im International Music Score Library Project
  - Vadam et circuibo zu sechs Stimmen: Noten und Audiodateien im International Music Score Library Project
  - Vere languores nostros zu vier Stimmen: Noten und Audiodateien im International Music Score Library Project
  - Vidi speciosam zu sechs Stimmen: Noten und Audiodateien im International Music Score Library Project
- Pietro Vinci – Hodie nata est beata virgo Maria zu fünf Stimmen, in: Il primo libro de motetti a 5 voci, Venedig: Girolamo Scotto: Noten und Audiodateien im International Music Score Library Project
- Giulio Zacchino – Motetta a 4 vocum noviter in lucem edita

### Weltlich
- Lodovico Agostini
  - Enigmi musicali... il primo libro a sei... , Venedig: Antonio Gardano
  - Zweites Buch mit Madrigalen zu vier Stimmen, Venedig: Antonio Gardano
  - Erstes Buch mit Kanons und Echo zu sechs Stimmen, Venedig: Antonio Gardano
- Ippolito Baccusi
  - Zweites Buch mit Madrigalen zu fünf Stimmen, Venedig: Girolamo Scotto
  - Zweites Buch mit Madrigalen zu sechs Stimmen, Venedig: Girolamo Scotto

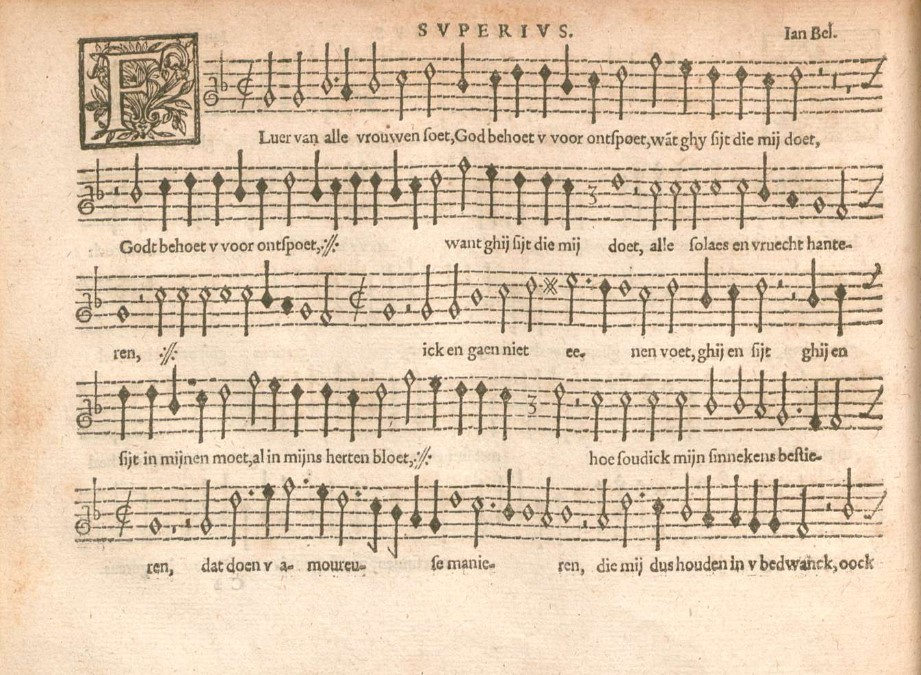
Jan Belle – Fluer van alle vrouwen soet, in: Een Duytsch musyck boeck, 1572

- Joachim a Burck – ein Geburtstagslied für den erstgeborenen Son von Wilhelm IV. von Hessen-Kassel zu fünf Stimmen, Mühlhausen: Georg Hantzsch
- Girolamo Conversi – Erstes Buch der Canzoni alla Napolitana zu fünf Stimmen, Venedig: Girolamo Scotto
- Séverin Cornet – 1 Chanson in: Mellange de chansons zu fünf bis acht Stimmen, Paris
- Andrea Gabrieli
  - Fuggi, speme mia, fuggi zu fünf Stimmen, in: Il secondo libro de madrigali a 5, Venedig: Antonio Gardano: Noten und Audiodateien im International Music Score Library Project
  - Laura soave, vita di mia vita zu fünf Stimmen: Noten und Audiodateien im International Music Score Library Project
- Giovanni Battista Pinello di Ghirardi – drittes Buch der canzoni napolitane zu drei Stimmen, Venedig: Girolamo Scotto
- Claude Goudimel – Chanson Amour me tue zu fünf Stimmen: Noten und Audiodateien im International Music Score Library Project
- Marc’Antonio Ingegneri – Zweites Buch mit Madrigalen zu fünf Stimmen, Venedig: Antonio Gardano
- Orlando di Lasso
  - Moduli zu vier und acht Stimmen, Paris: Le Roy & Ballard
  - Der ander Theil Teutscher Lieder zu fünf Stimmen, München: Adam Berg: Noten und Audiodateien im International Music Score Library Project; darin:
    - Mein mann, der ist in krieg zu fünf Stimmen: Noten und Audiodateien im International Music Score Library Project
    - Der Tag der ist so frewdenreich zu fünf Stimmen: Noten und Audiodateien im International Music Score Library Project
- Claude Le Jeune – Rossignol mon mignon zu fünf Stimmen: Noten und Audiodateien im International Music Score Library Project
- Nicolas Millot – Chanson Susane un jour zu fünf Stimmen: Noten und Audiodateien im International Music Score Library Project
- Giovanni Maria Nanino – Il Primo libro de Madrigali a Cinque voci Nouamente Ristampati, Venedig: Angelo Gardano: Noten und Audiodateien im International Music Score Library Project
- Pierre Phalèse (Hrsg.) – Een Duijtsch Musijck Boeck, Löwen: Peeter Phalesius: Noten und Audiodateien im International Music Score Library Project; darin:
  - Jan Belle
    - Fleur van alle vrau u ven
    - Ick en can mij niet be
    - Int groene, int groene
    - Laet ons nu al verblijden
    - O amoureux mondeken
    - O doloreux herte

  - Ludovicus Episcopius – Ick seg adieu zu vier Stimmen: Noten und Audiodateien im International Music Score Library Project
  - Theodor Evertz – On u vackt can slape
  - Noé Faignient
    - Ick sal den Heere
    - Overuloedighen rijckdom

  - Jan van Turnhout – Ghy meiskens die van den comenschap sijt zu vier Stimmen
  - Jan van Wintelroy – Al is den tijd nu doloreus
- Adrian le Roy & Robert Ballard (Hrsg.) – Mellange de chansons zu fünf bis acht Stimmen, Paris: Noten und Audiodateien im International Music Score Library Project; darin:
  - Une nonnain refraite zu fünf Stimmen: Noten und Audiodateien im International Music Score Library Project
- Ivo de Vento
  - Newe Teutsche Lieder Mit dreyen stimmen wölche lieblich zu singen und auff allerley Instrumenten zu gebrauchen, München: Adam Berg: Noten und Audiodateien im International Music Score Library Project
  - Schöne außerlesene newe Teutsche Lieder mit 4 stimmen wölche nit allein lieblich zu singen sonder auch auf allerley Instrumenten zu gebrauchen seind
- Nicola Vicentino – Madrigali a 5 voci, Libro 5, Mailand: Paolo Gottardo Pontio: Noten und Audiodateien im International Music Score Library Project; darin:
  - L’aura che ’l verde lauro et l’aureo crine zu fünf Stimmen: Noten und Audiodateien im International Music Score Library Project
- Philip van Wilder – 4 Chansons françaises à cinq voix: Noten und Audiodateien im International Music Score Library Project
- Adrian Willaert – Chanson Qui la dira la peine de mon coeur zu fünf Stimmen, in: Mellange de chansons tant des vieux autheurs que des modernes: Noten und Audiodateien im International Music Score Library Project
- Stephan Zirler – Mein selbs bin ich nit gwaltig zu vier Stimmen, Straßburg

## Musiktheoretische Schriften
- Eucharius Hoffmann – Musicae practicae praecepta communiora: Noten und Audiodateien im International Music Score Library Project

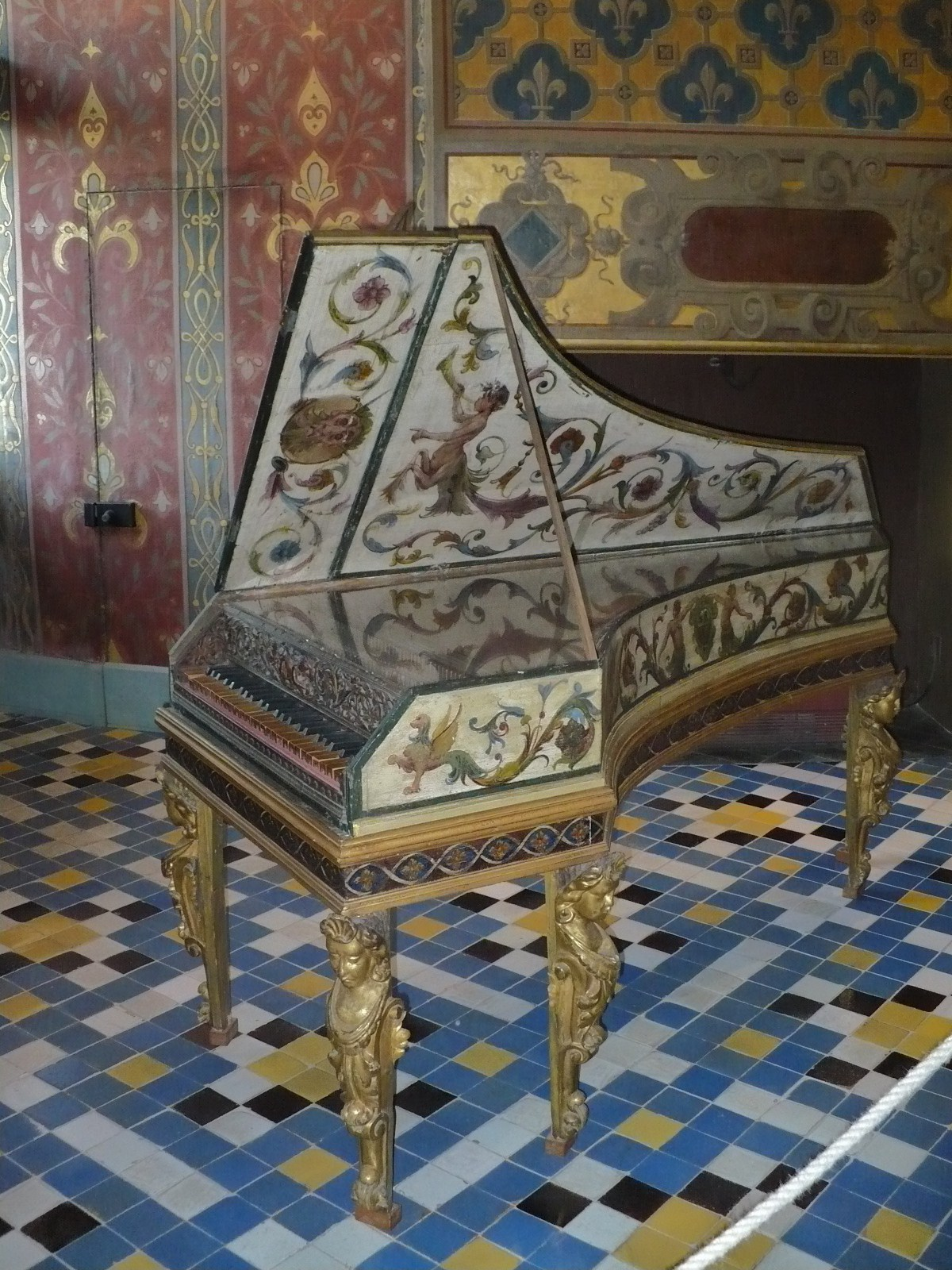
Cembalo von Giovanni Antonio Baffo (1572)

## Instrumentenbau
- Giovanni Antonio Baffo stellt 1572 ein Cembalo fertig, das heute im Schloss Blois zu sehen ist.

## Geboren

### Geburtsdatum gesichert
- 12. Februar: Hans Christoph Heyden, deutscher Komponist, Organist und Schriftsteller († 1617)
- 16. März: Daniel Bacheler, englischer Lautenist und Komponist († 1619)
- 25. Mai: Moritz von Hessen-Kassel, Landgraf, Musikmäzen und Komponist († 1632)
- 15. September: Erasmus Widmann, deutscher Organist und Komponist († 1634)
- 19. Oktober (getauft): Paolo Fonghetto, italienischer Komponist († um 1629)[1]
- 22. November: Wilhelm Alard, Lyriker, Verfasser von Predigtsammlungen und Kirchenliedkomponist († 1645)
- 27. Dezember: Jan Campanus Vodňanský, tschechischer Schriftsteller, Komponist und Dichter († 1622)

### Genaues Geburtsdatum unbekannt
- Juan Carlos Amat, spanischer Arzt und Musiker († 1642)
- Thomas Tomkins, britischer Komponist, Organist und Cembalist († 1656)

### Geboren um 1572
- Izumo no Okuni, japanische Tänzerin und Sängerin († um 1610)
- Martin Peerson, englischer Komponist und Organist († 1651)
- Alessandro Ghivizzani, italienischer Komponist († um 1632)[2]

## Gestorben

### Todesdatum gesichert

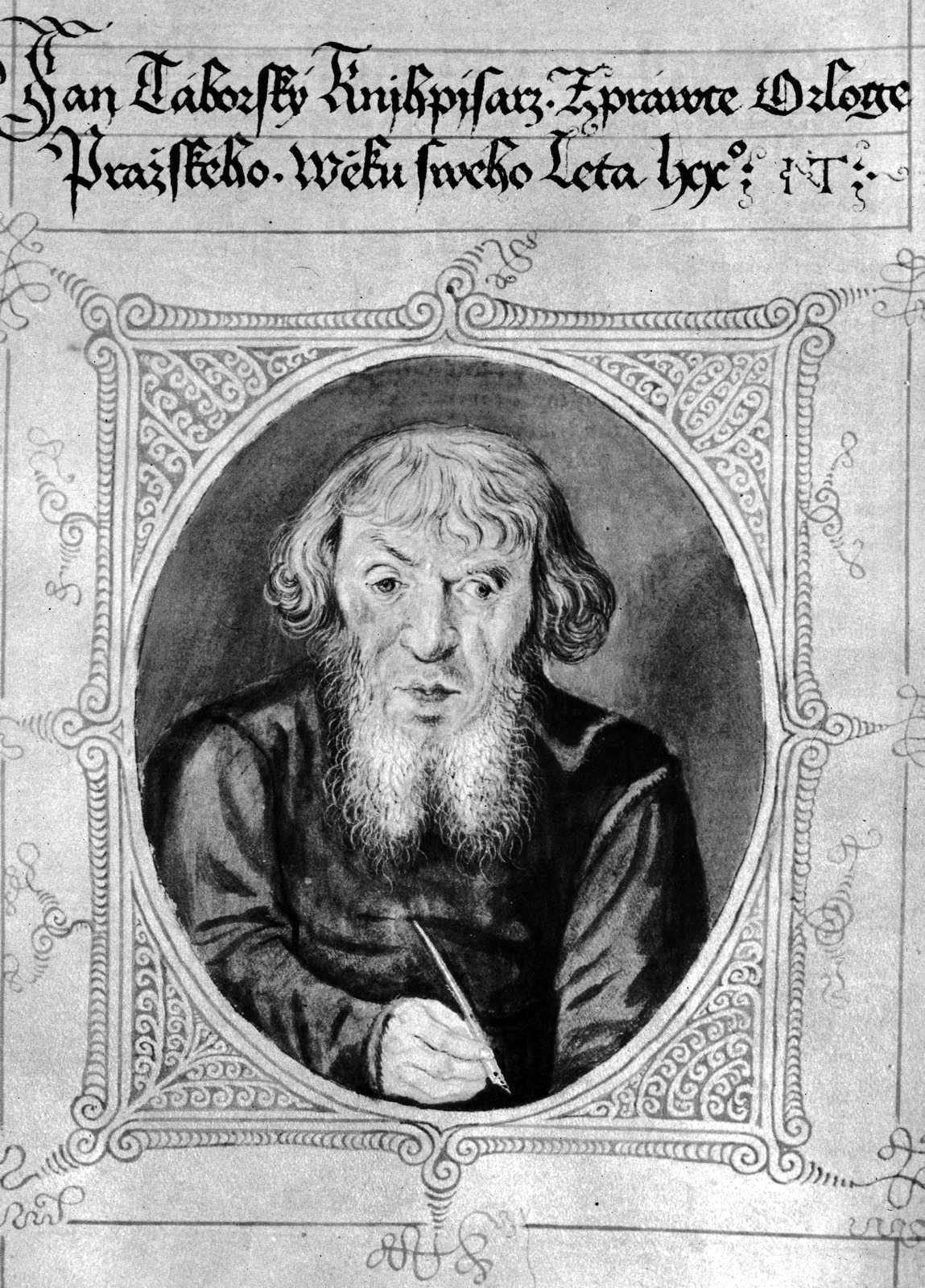
Jan Táborský

- 25. Januar: Robert Parsons, englischer Komponist (* um 1535)
- 00. Januar: Jan Táborský z Klokotské Hory, tschechischer Schreiber, Komponist, Astronom und Mechanikus (* 1500)
- 01. Februar: Benedetto Tola, italienischstämmiger Maler und Musiker (* vor 1525)
- 23. Februar: Pierre Certon, französischer Komponist (* um 1510)
- 00. Juli: Jörg Schechner, Wollweber, Anhänger der reformatorischen Täuferbewegung, Nürnberger Meistersinger (* um 1500)
- 26. Dezember: Soetgen Gerrits, niederländische Kirchenlieddichterin (* unbekannt)

### Genaues Todesdatum unbekannt

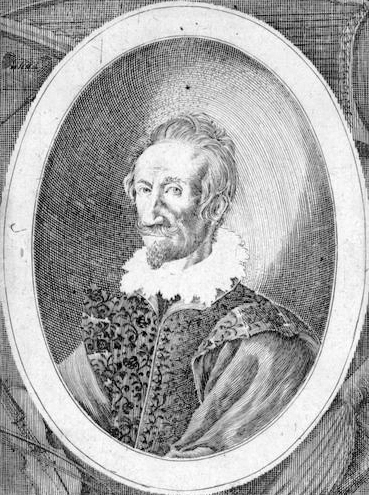
Claude Goudimel

- Claude Goudimel, französischer Komponist (* um 1514)
- Francesco Londariti, griechischer Komponist (* um 1518)

### Gestorben um 1572
- Christopher Tye, englischer Organist und Komponist (* um 1505)